# Sybacodes simplicicollis
Sybacodes simplicicollis är en skalbaggsart som beskrevs av Leon Fairmaire 1896. Sybacodes simplicicollis ingår i släktet Sybacodes och familjen Aphodiidae. Utöver nominatformen finns också underarten S. s. aureopilosus.